# La Neuve-Lyre
 La Neuve-Lyre  là một xã thuộc tỉnh Eure trong vùng Normandie miền bắc nước Pháp.